# Цзинъюань (Ганьсу)
Цзинъюа́нь (кит. упр. 靖远, пиньинь Jìngyuǎn) — уезд городского округа Байинь провинции Ганьсу (КНР). Название означает «дальняя оконечность» (имеет смысл «даже на дальних оконечностях страны установлены мир и покой»).

## История
При империи Мин в 1437 году был создан Цзинлуский караул (靖虏卫).
После установления маньчжурской империи Цин Цзинлуский караул был в 1644 году переименован в Цзинъюаньский караул (靖远卫), в 1730 году ставший уездом Цзинъюань.
В 1949 году был создан Специальный район Динси (定西专区), и уезд вошёл в его состав.
Постановлением Госсовета КНР от 11 апреля 1958 года из смежных территорий уездов Гаолань и Цзинъюань был образован городской уезд Байинь. 4 июля 1958 года он был подчинён напрямую правительству провинции Ганьсу. 25 октября 1958 года правительство провинции Ганьсу делегировало управление городом Байинь властям Специального района Динси. В ноябре 1960 года уезд Цзинъюань перешёл под юрисдикцию властей Байиня. В 1963 году город Байинь был расформирован, и уезд Цзинъюань вновь перешёл в состав Специального района Динси.
14 мая 1985 года постановлением Госсовета КНР был вновь образован городской округ Байинь, и уезд Цзинъюань опять вошёл в его состав; центральная часть уезда при этом стала отдельным районом Пинчуань.

## Административное деление
Уезд делится на 5 посёлков и 13 волостей.